# Гордієнко Сергій Іванович

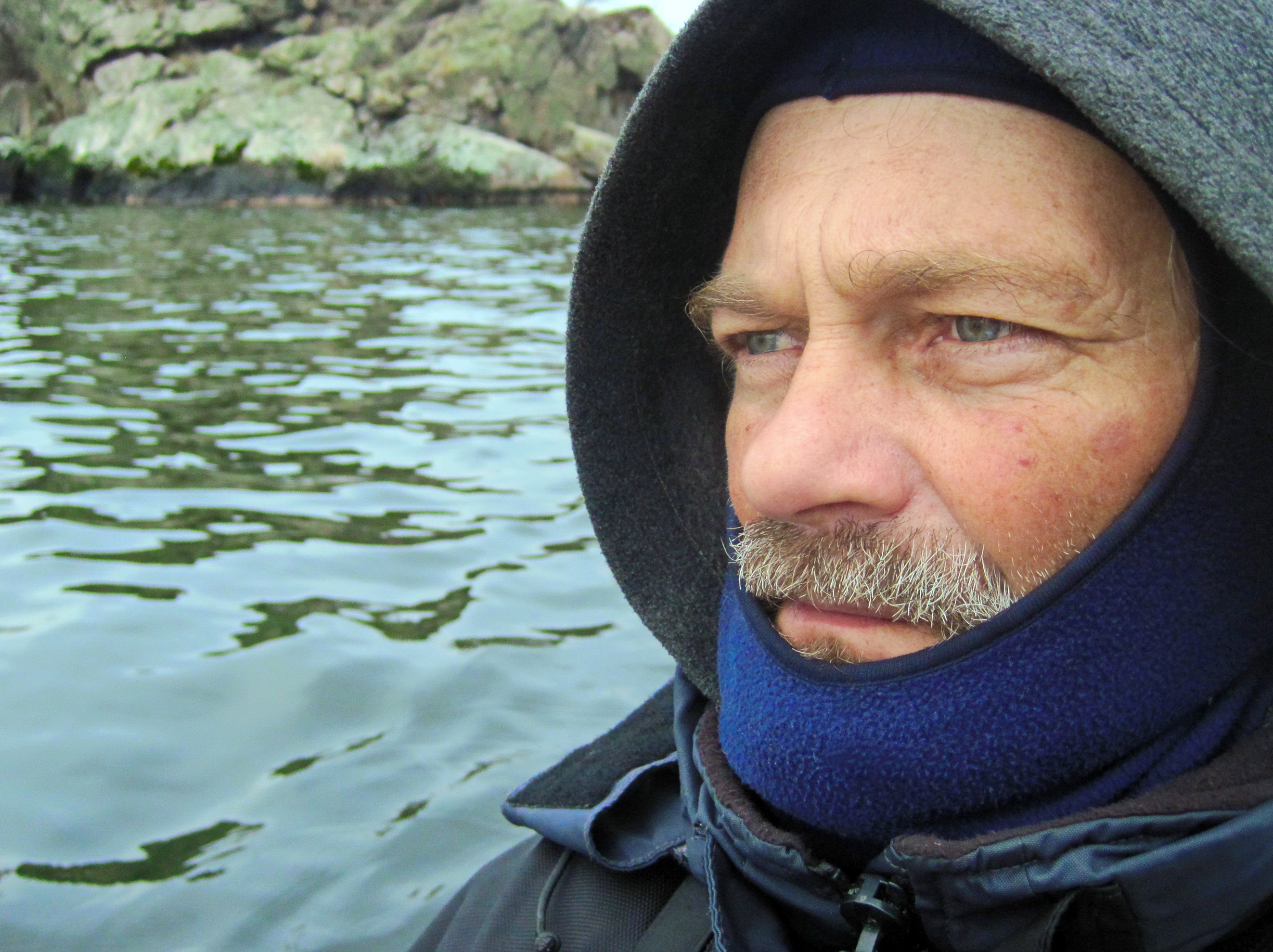
Видатний український мандрівник Сергій Іванович ГОРДІЄНКО

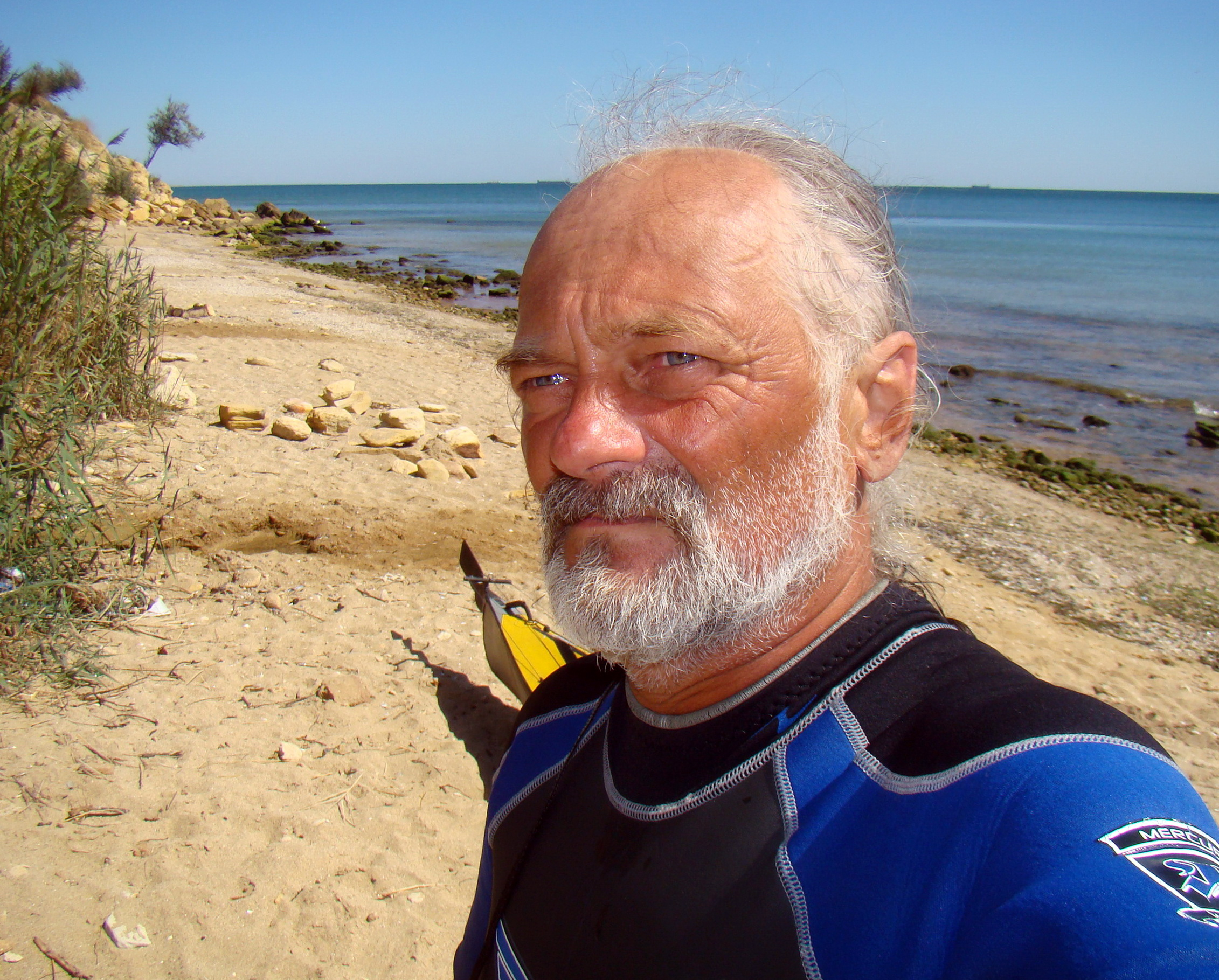
Сергій Іванович ГОРДІЄНКО - досвідчений дайвер.

Сергій Іванович ГОРДІЄНКО (нар. 30 січня 1958) — професійний мандрівник, фахівець з екстремального одиночного виживання, історик-дослідник, міграціолог, етнограф, мандрівний філософ, письменник. Є дійсним членом ЮНЕСКО і ООН, академіком міжнародної Академії сталого розвитку суспільства і особистості, дійсним членом Українського географічного товариства і почесним членом Національного географічного товариства США, академіком Міжнародної Академії дитячо-юнацького туризму і краєзнавства, доцентом Київського університету туризму, економіки і права.

## Біографія, подорожі й експедиції
Сергій Іванович Гордієнко народився в Дніпропетровську, в родині металурга і вчительки. Закінчив дніпропетровську середню школу № 7. Служив у лавах Радянської Армії. Закінчив Дніпропетровський державний університет (історичний факультет). 11 років працював у правоохоронних органах.
Подорожує майже все своє свідоме життя. Спочатку це був спортивний туризм: водний, гірський, лижний, пішохідний, спелеотуризм. З 1970 року, як керівник і учасник, побував у близько тридцяти категорійних походах майже у всіх куточках колишнього Радянського Союзу: Алтай, Хібіни, Таймир, Якутія, Чукотка, Ямал, Примор'я. Став майстром спорту.
За період своєї науково-професійної діяльності С. І. Гордієнко двічі (1995, 1998 рр.) був учасником двох автономних піших експедицій до Північного полюсу. Першим в історії підняв Державний Прапор України на Північному полюсі (1995 р.).
З 1971 р. займався спортивним (водним) туризмом, сплавляючись по гірських річках СРСР: в Сибіру і на російській Півночі.
У 1988 р. керував Всесоюзною лижною комсомольсько-молодіжною експедицією з Кольського півострова на Соловки (Знак Пошани ЦК ВЛКСМ).
У 1990 р. керував першопроходженням якутської ріки Іркан комплексної пішо-водної експедиції майстрів туризму (золота медаль чемпіонату України зі спортивного туризму та звання майстра спорту України).
У 1992 р. керував експедицією на приполярний і полярний Урал, результатом якої став фільм про північних шаманів і культи.
1993 р. — лижна експедиція до островів Ізвєстій ЦВК в Карському морі, піший перехід через тундру Таймиру.
1995 — початок кар'єри професійного мандрівника. Навесні з 84-й паралелі стартувала міжнародна експедиція під керівництвом російського полярника Володимира Чукова. Вона здійснила лижний перехід до Північного полюса. Цього року і був вперше встановлено Державний Прапор України на Північному полюсі. Зробив це єдиний українець у складі експедиції - С. І. Гордієнко. Вдруге він вирушить на північну «маківку» планету за 3 роки — 1998-го.
У 1996—1997 рр. був інструктором з техніки виживання у високих широтах в складі Першої української антарктичної експедиції. Він виконував функції польового метеоролога і фахівця з техніки виживання. Здійснив 7-місячний 1000-кілометровий піший перехід Антарктичним півостровом, проводячи виміри товщини криги за домовленістю з британськими вченими (бо керівник українською експедиції був категорично проти). Часом це було небезпечно через складні погодні умови, але С. І. Гордієнко виконав завдання на відмінно, бо був до цього надійно підготовлений. У підсумку за цей перехід і виконану польову роботу отримав медаль від Національного антарктичного наукового центру «За вдалу зимівлю», а також подяку від британської сторони. Після перебування в Антарктиді український мандрівник півроку мандрував північною Африкою, зробивши перехід через Сахару з Марокко в Єгипет за температури повітря до +50-ти градусів.
1999 р. — подорож по Південній і Центральній Америці. При цьому українському мандрівникові довелося пробиватися крізь джунглі у складі партизанського загону зі зброєю в руках. Проплив сотні кілометрів на каное Амазонкою.
У тому ж 1999 р. С. І. Гордієнко створив у м. Дніпро Експедиційний центр «Соло-Екстрім», метою якого є підготовка фахівців з виживання і проведення екстремальних експедицій.
Протягом 1999—2000 рр. пройшов Південною Америкою від аргентинського міста Ушуая (архіпелаг Вогняна Земля) до столичного мескиканського міста Мехіко — більше 19 тис. км.
У 2002 р. здійснив одноосібну пішо-водну експедицію під назвою «Біле і Чорне» (шляхом з «Варяг у Греки», від російського міста Мурманськ до українського міста Севастополь) — 6 тис. км. Мандрівник долав маршрут як пішки, так і на морському експедиційному каяку без використання механічних засобів. Головною метою був збір матеріалу про психологію виживання в екстремальних умовах.
В грудні 2003 р. С. І. Гордієнко вийшов на старт Комплексної навколосвітньої експедиційної програми «Solotransglobal». Її перший етап проходив за маршрутом м. Севастополь (Україна) — м. Владивосток (РФ). Разом із мандрівником йшов і його пес-лабрадор Пеленг-Румб (Рунько). Виконання цього етапу завершилося наприкінці 2006 р. — більше 15 тис. км.
У березні 2007 р. розпочато другий етап програми «Solotransglobal». Цього разу український мандрівник пройшов на каяку з м. Владивосток (РФ) вздовж узбережжя Японського моря, Татарської протоки, Амурського лиману, Охотського моря до м. Магадан (РФ). В Охотському морі потрапляв у шторми (одного разу в 6-бальний, через що довелося чотири доби боротися за життя в мізерному човнику далеко від берега). Потім шлях С. І. Гордієнка проліг Камчаткою, Курильськими островами (РФ); відвідав українець і японський острів Хоккайдо — близько 11 тис. км. Цей етап експедиційної програми український мандрівник присвятив пам'яті японського екстремала-мандрівника Наомі Уемури, що загинув 1984 р. при сходженні на найвищу точку Північної Америки, гору Мак-Кінлі.
2008 р. — продовження другого етапу цього трансконтинентального переходу: за 3,5 роки український мандрівник пройшов пішки усю Байкало-Амурську магістраль (близько 4300 км), потім - сплав на каяку великою сибірською річкою Об (від м. Новосибірська до м. Салехард — 4 тис. км), далі був знову піший перехід через полярний Урал до м. Санкт-Петербург. Вертаючись з нього до України, йшов Білоруссю, де потрапив у зону потужних лісових пожеж (горіли торфяники). Завершено другий етап експедиційної програми «Solotransglobal» у м. Севастополь (Україна) наприкінці 2011 року. На загал на другому етапі С. І. Гордієнко подолав (і суходолом, і водою) 38 тис. км.
2012 року третій етап програми «Solotransglobal» розпочався експедицією, яку було приссвячено пам'яті відомого мандрівника українського походження Георгія Седова. Її маршрут: піша частина — смт Седове (Донецька обл., Україна) — м. Кем (Карелія, РФ), звідти на морському експедиційному каяку —  автономний перетин Білого моря до Соловецьких островів — м. Архангельськ (РФ), потім знову піший перехід до смт Седове. В листопаді 2012 року був затриманий поліцією РФ «за порушення правил перебування». Загальна протяжність цієї 12-місячної експедиції склала 7 тим. км.
2013—2014 рр. — водна експедиція «Кіммерійська паралель»: каботажне плавання на морському експедиційному каяку за маршрутом: м. Дніпропетровськ, ріка Дніпро — м. Севастополь, Чорне море (Україна) — смт Седове, Азовське море (Україна) — м. Дніпропетровськ, ріка Дніпро. За 16 місяців мандрівником пройдено 4,5 тис. км.
2014 р. — автопробіг і сходження на вершини Кавказьського хребта (від Софійського перевалу до вершини гори Пшиш).
Також 2014 р. С. І. Гордієнко провів пішу експедицію за маршрутом: м. Дніпропетровськ — Кінбурнська коса (Миколаївська обл., Україна) — м. Дніпропетровськ. Протяжність походу — 1,9 тис. км.
2015 р. — морська експедиція «Демонстрація намірів» на морському експедиційному каяку (м. Дніпропетровськ, ріка Дніпро — Дніпровська затока — Дніпро-Бузький лиман — м. Очаків — м. Скадовськ, Чорне Море — м. Дніпропетровськ, ріка Дніпро). Загальна довжина маршруту — 2,35 тис. км. Цей похід було присвячено пам'яті українського мандрівника Олексія Коровіна, що загинув при переході через Африку.
2016 р. — морська експедиція на морському експедиційному каяку «Від Борисфена до острова Зміїний» (29 липня—26 листопада): м. Дніпро, ріка Дніпро — м. Вилкове, гирло ріки Дунай — о. Зміїний — м. Дніпро, ріка Дніпро. Протяжність походу — 2,5 тис. км.
2017 р. — комплексна морська експедиція на морському експедиційному каяку «Міст співдружності»: м. Дніпро, ріка Дніпро (Україна) — м. Одеса, Чорне море — м. Вилкове, гирло ріки Дунай — м. Констанца (Румунія) — м. Варна (Болгарія) — м. Синоп (Туреччина) — м. Батумі (Грузія). На морському експедиційному каяку такий маршрут (довжиною більше 4,5 тис. км) було пройдено вперше в історії.
2019—2020 рр. — морська експедиція на морському експедиційному каяку «Середземноморський континуум»: м. Київ, ріка Дніпро — Чорне море — Середземне море, м. Барселона — Чорне море — м. Дніпро, ріка Дніпро. Однак через спалах у Європі епідемії Covid-19 й закриття кордонів завершити її українському мандрівникові не вдалося. А повномасштабне вторгнення військ РФ до України (24 лютого 2022 р.) і поготів зробило неможливим в осяжному майбутньому завершення цього міжнародного проєкту.
2021 р. (13 лютого—19 квітня) — піша просвітницько-популяризаційна експедиція теренами України (м. Дніпро—м. Київ—м. Дніпро), присвячена 25-річчю української антарктичної станції імені Вернадського. Протяжність переходу — 1180 км.
2023 р. (25 березня—1 вересня) С. І. Гордієнко провів експедиційну акцію «Україна - фортеця Європейської Свободи». Це був піший похід з м. Дніпро до найвищої української гори Говерли (2061 м), сходження на її вершину та повернення назад до м. Дніпро. В рамках цієї експедиції 14 червня 2023 р. вперше в історії на вершині Говерли С. І. Гордієнком було проведено лекцію. Її тема — «Альтернативні мандрівки як фактор розвитку цивілізації», аудиторія — 27 осіб (віком від 7 до 64 років), що зійшли на вершину разом із вченим-мандрівником. Цей факт зафіксовано у «Книзі рекордів України». Загалом у цьому поході мандрівник подолав 2,5 тис. км.
За результатами експедицій у С. І. Гордієнка вийшло 18 наукових статей і 3 книги, присвячених техніці й психології виживання в екстремальних умовах.
Вищенаведену інформацію документально підтверджено Київським університетом туризму, економіки і права.

## Додатково
1. http://podrobnosti.ua/kaleidoscope/2003/11/02/85590.html [Архівовано 6 жовтня 2008 у Wayback Machine.]
2. https://web.archive.org/web/20160304071524/http://bondarenkoanton.com/путешественники/сергей-гордиенко/
3. http://kutep.ua/ru/about/famous-personalities/sergei-ivanovich-gordienko [Архівовано 19 липня 2014 у Wayback Machine.]
4. http://podrobnosti.ua/podrobnosti/2010/08/26/710811.html [Архівовано 4 вересня 2010 у Wayback Machine.]
5. http://kp.ua/daily/130011/289994/
6. http://www.unian.net/rus/news/news-413588.html
7. http://podrobnosti.ua/society/2005/01/09/171420.html
8. http://gorod.dp.ua/news/59866 [Архівовано 4 березня 2016 у Wayback Machine.]
9. http://www.vesti.ru/doc.html?id=369649 [Архівовано 17 жовтня 2012 у Wayback Machine.]
10. Розмова з Сергієм Гордієнком [Архівовано 14 лютого 2016 у Wayback Machine.]